# Acryptolaria corniformis
Acryptolaria corniformis är en nässeldjursart som beskrevs av Nikolai Alexsandrovich Naumov och Stepan'yants 1962. Acryptolaria corniformis ingår i släktet Acryptolaria och familjen Lafoeidae. Inga underarter finns listade i Catalogue of Life.